# Museo del Cannabis de Montevideo
El Museo del Cannabis de Montevideo se abrió en diciembre de 2016, inspirado por la legalización de cannabis en Uruguay en 2013. Algunos elementos de la colección provinieron del Hash Marihuana & Hemp Museum en Ámsterdam.
Fue inaugurado el 9 de diciembre de 2016, y está ubicado en Durazno 1784, dentro del barrio Palermo. El lugar, que en sus inicios perteneció al club Mar de Fondo, fue rematada por deudas y revendida posteriormente, hasta que luego se convirtió en un museo cannábico. La elección del lugar no es arbitraria, debido a que era un lugar frecuentado por el músico Eduardo Mateo, reconocido consumidor de dicha sustancia y quien vivía enfrente a la casa.